# Надземный пешеходный переход

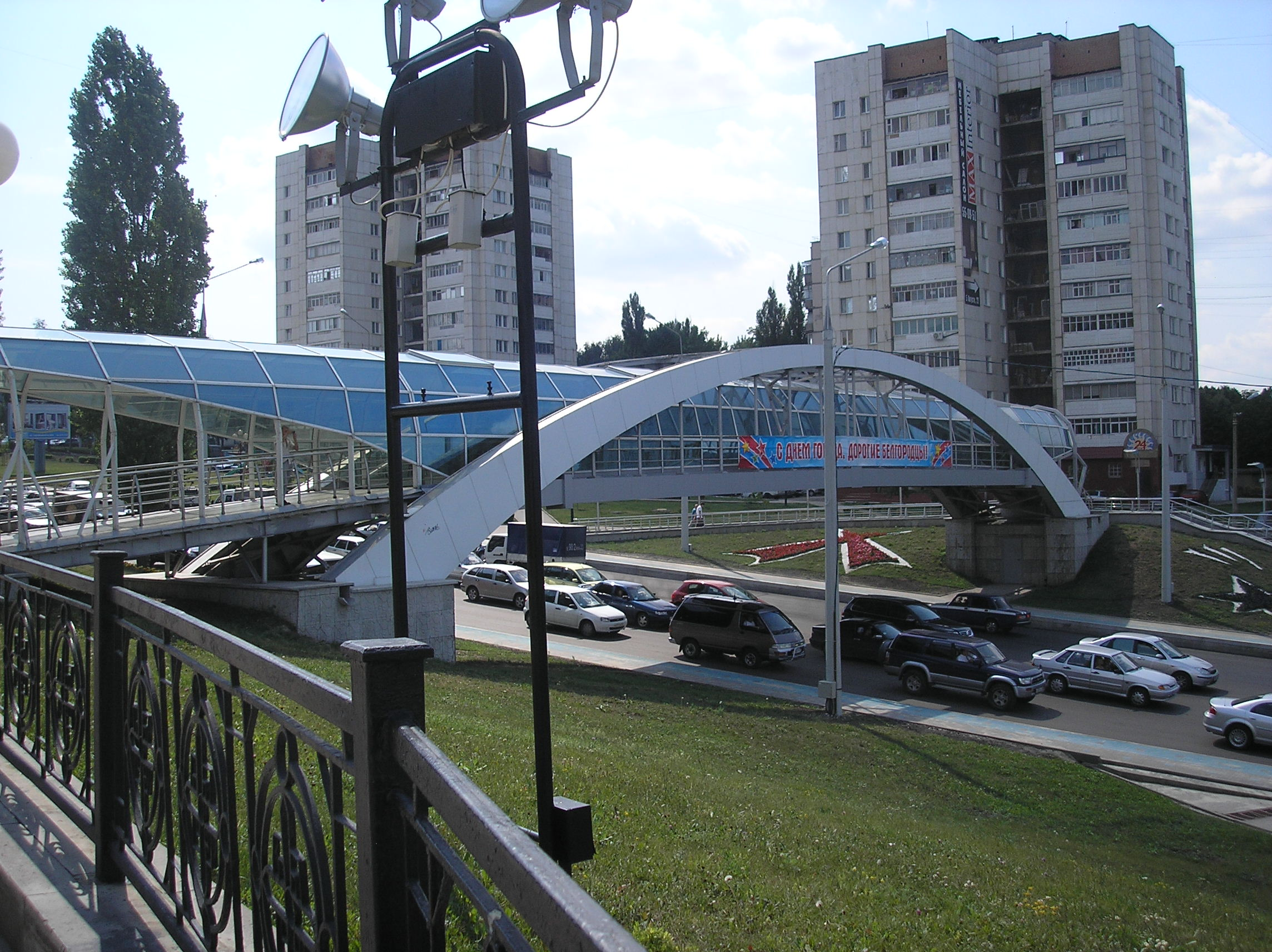
Пешеходный переход через проспект Ватутина (Белгород)

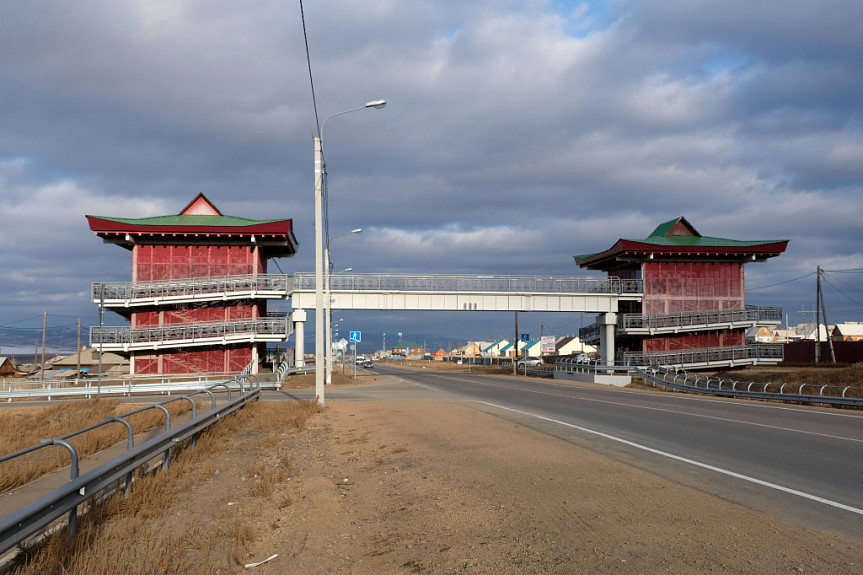
Пешеходный переход (виадук). Улан-Удэ, Бурятия

Надземный пешеходный переход — инженерное сооружение для пешеходов, расположенное над проезжей частью либо железнодорожными путями.
По сравнению с подземным пешеходным переходом имеет более низкую стоимость при сооружении, отсутствует необходимость переноса подземных коммуникаций; при эксплуатации отсутствует необходимость круглосуточного освещения.
Основной недостаток надземного пешеходного перехода — больший перепад высот по сравнению с подземным.
Большинство надземных пешеходных переходов имеют лестницы для подъёма и спуска, в ряде городов (например, в Баку) надземные пешеходные переходы оборудованы эскалаторами и лифтами.

## Дорожные знаки
Дорожный знак «Надземный пешеходный переход» по российскому ГОСТу относится к категории информационных знаков и имеет № 6.7.

Знак «Надземный пешеходный переход»